# Pheidole dentata
Pheidole dentata är en myrart som beskrevs av Mayr 1886. Pheidole dentata ingår i släktet Pheidole och familjen myror. Inga underarter finns listade i Catalogue of Life.

## Bildgalleri

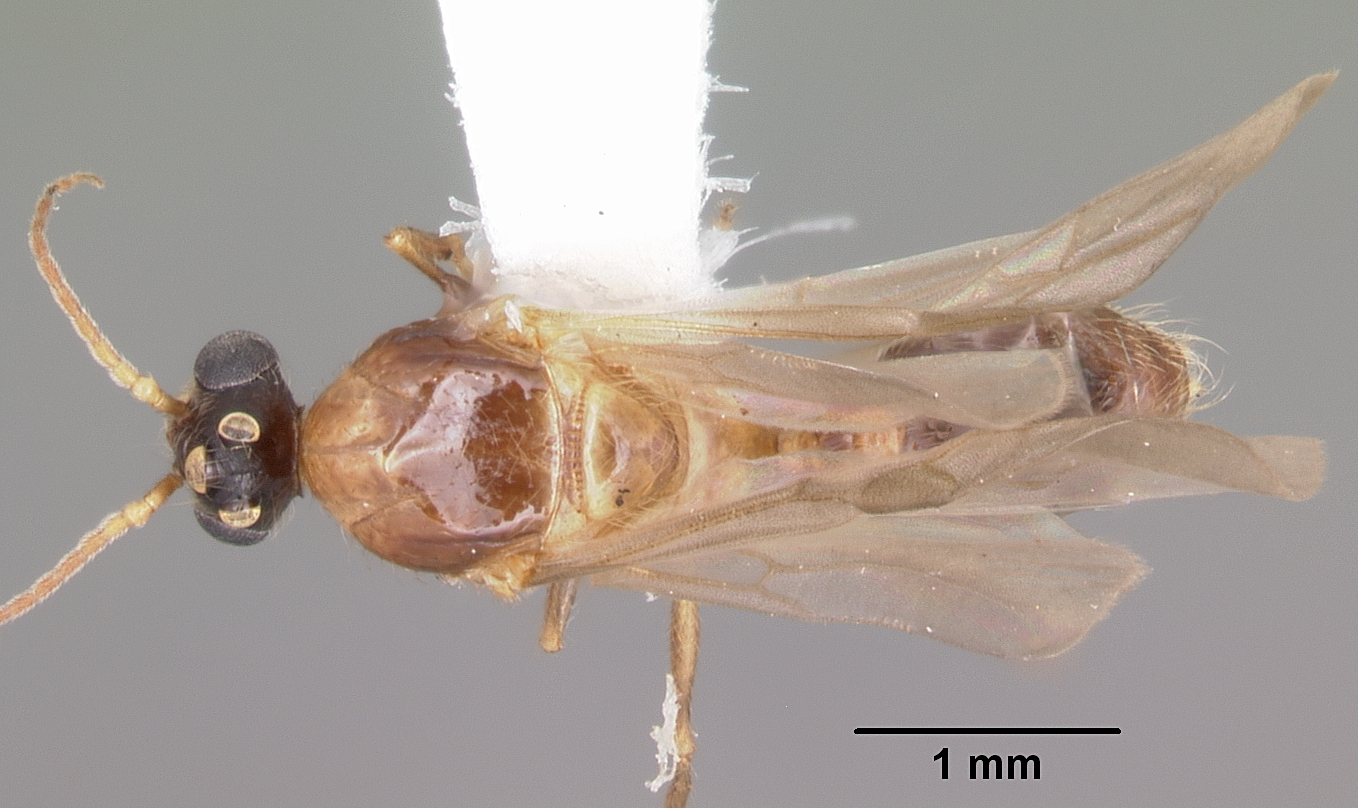
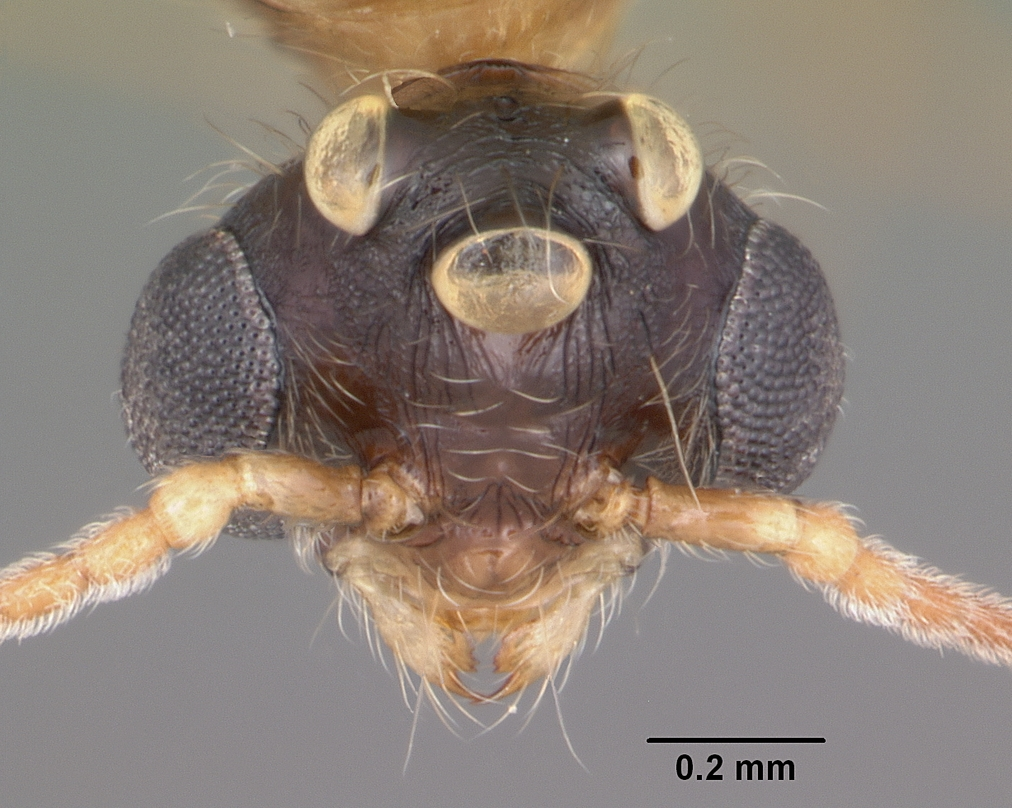
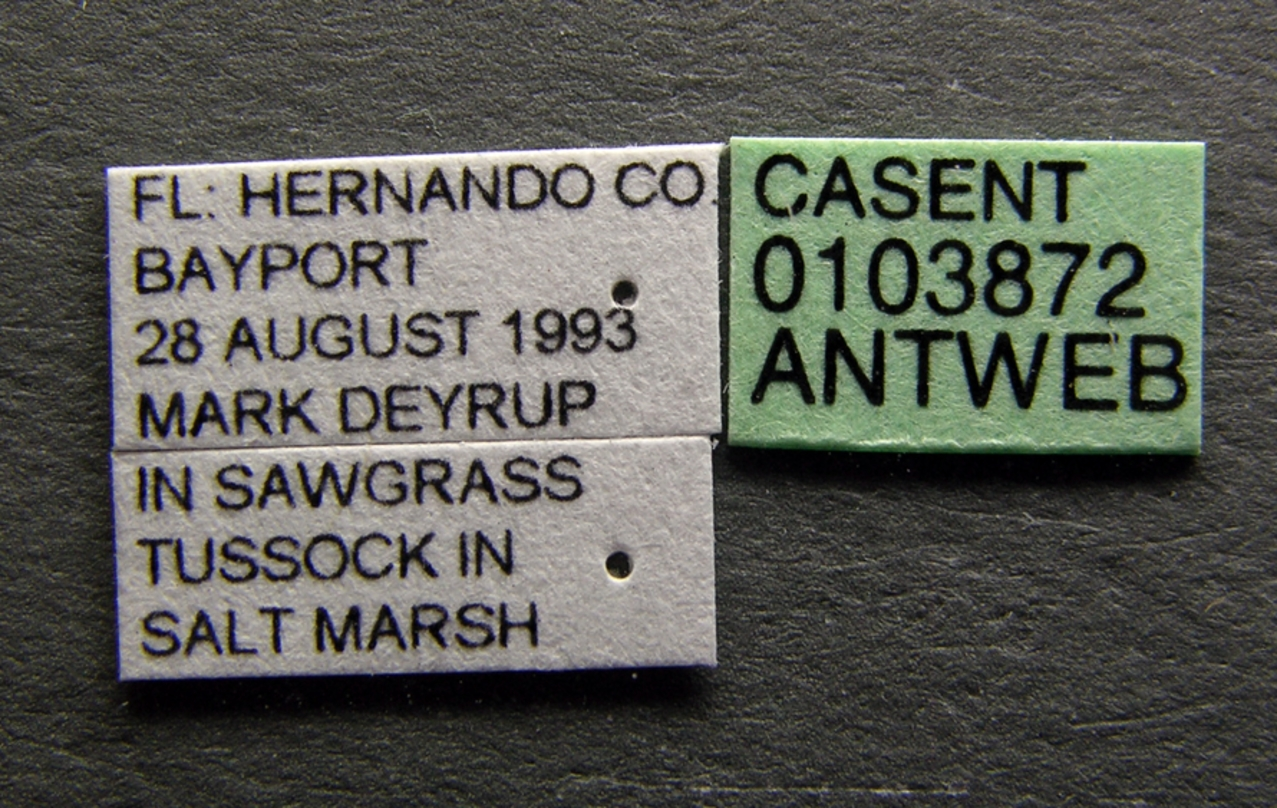
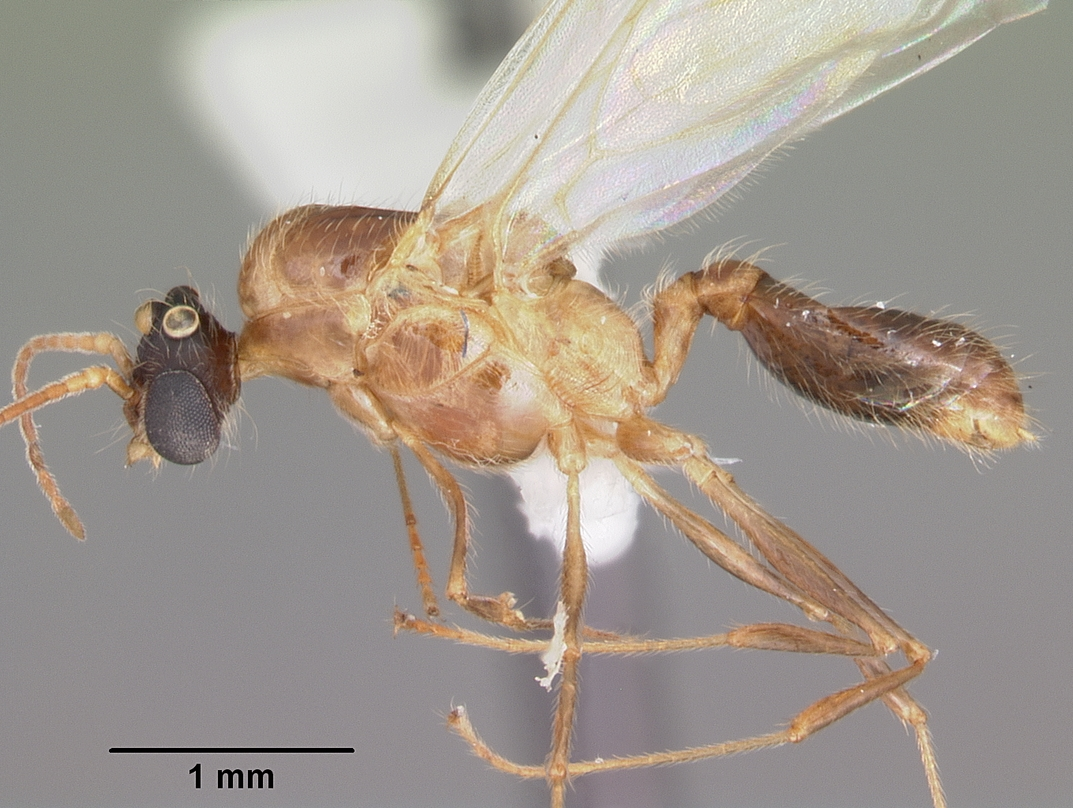
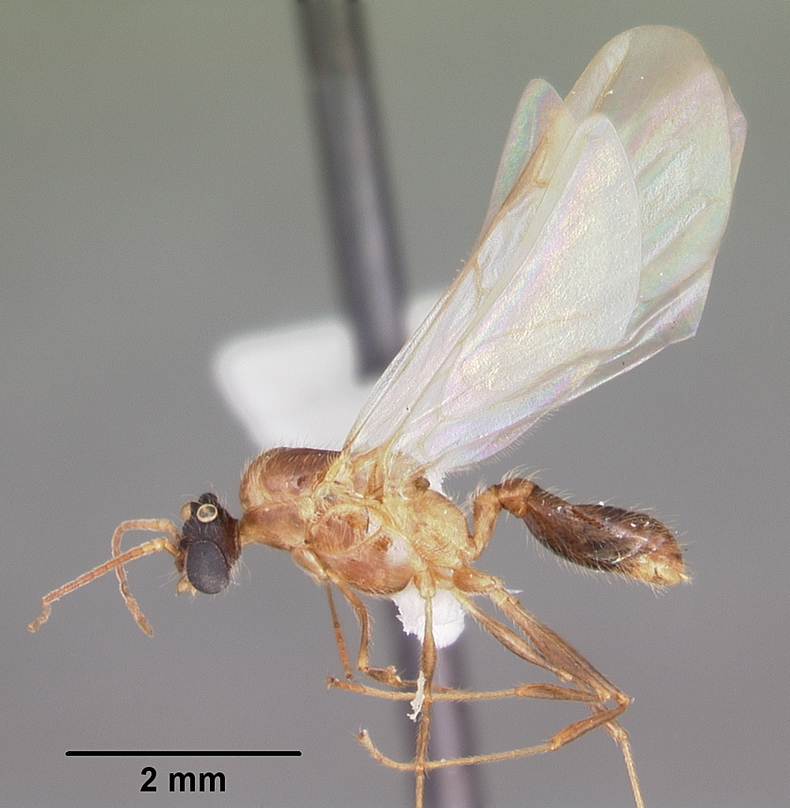
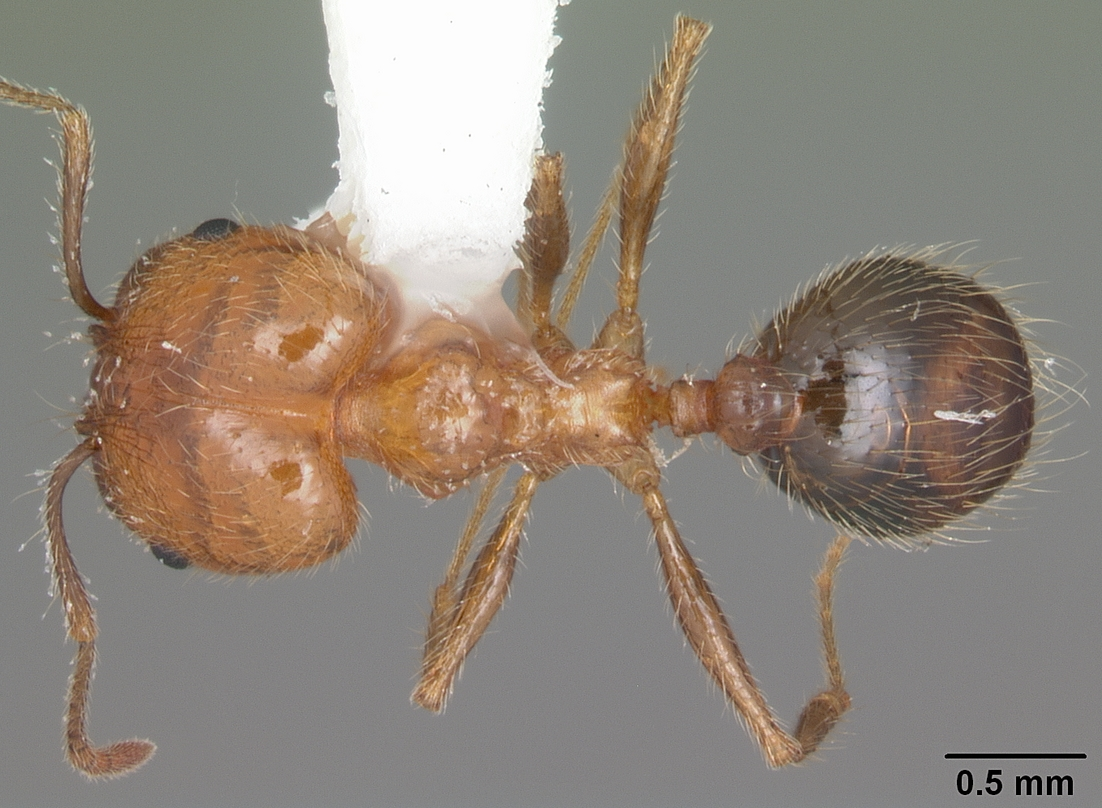